# Far'a
Far'a ou al-Fari'ah (arabe : مخيّم الفارعة) est un camp de réfugiés palestiniens situé dans les collines de la vallée du Jourdain au nord ouest de la Cisjordanie. Il se trouve à 12 kilomètres au sud de Jénine et à 2 kilomètres au sud de Tubas, 3 kilomètres au nord-ouest de Tammun et 17 kilomètres au nord-est de Naplouse.